# Alexandra Daum
Alexandra Daum (Sankt Johann in Tirol, 22 luglio 1986) è un'ex sciatrice alpina austriaca.

## Biografia
Specialista delle prove tecniche originaria di Aschau im Zillertal, Alexandra Daum esordì nel Circo bianco il 5 dicembre 2001 a Hochgurgl giungendo 54ª in uno slalom speciale valido come gara FIS. Debuttò in Coppa Europa l'11 dicembre 2004 a Schruns in slalom gigante, piazzandosi 35ª, mentre la prima partecipazione a gare di Coppa del Mondo avvenne il 14 dicembre 2008 sul tracciato di La Molina, dove non si qualificò per la seconda manche dello slalom speciale in programma.
Il 18 febbraio 2009 conquistò il primo podio in Coppa Europa, a Zakopane nello slalom speciale vinto dalla svizzera Denise Feierabend davanti alla tedesca Christina Geiger. I suoi migliori piazzamenti in Coppa del Mondo furono due noni posti, ottenuti il 10 novembre 2012 a Levi in slalom speciale e il 29 gennaio 2013 a Mosca in slalom parallelo.
Colse il suo secondo e ultimo podio in Coppa Europa il 7 marzo 2013 a Lenggries in slalom speciale (3ª) e l'ultima gara della sua attività agonistica fu lo slalom speciale di Coppa del Mondo disputato il 14 marzo 2015 a Åre, che chiuse al 26º posto. In carriera non prese parte né a rassegne olimpiche né iridate.

## Palmarès

### Coppa del Mondo
- Miglior piazzamento in classifica generale: 64ª nel 2013

### Coppa Europa
- Miglior piazzamento in classifica generale: 34ª nel 2007
- 2 podi:
  - 2 terzi posti

### Campionati austriaci
- 4 medaglie[2]:
  - 1 oro (slalom speciale nel 2013)
  - 2 argenti (slalom speciale nel 2009; slalom speciale nel 2011)
  - 1 bronzo (slalom speciale nel 2012)

### Campionati austriaci juniores
- 1 medaglia[2]:
  - 1 bronzo (slalom speciale nel 2004)